# Comté de Maryland
Le comté de Maryland est l’un des 15 comtés du Liberia. La capitale du comté est Harper.

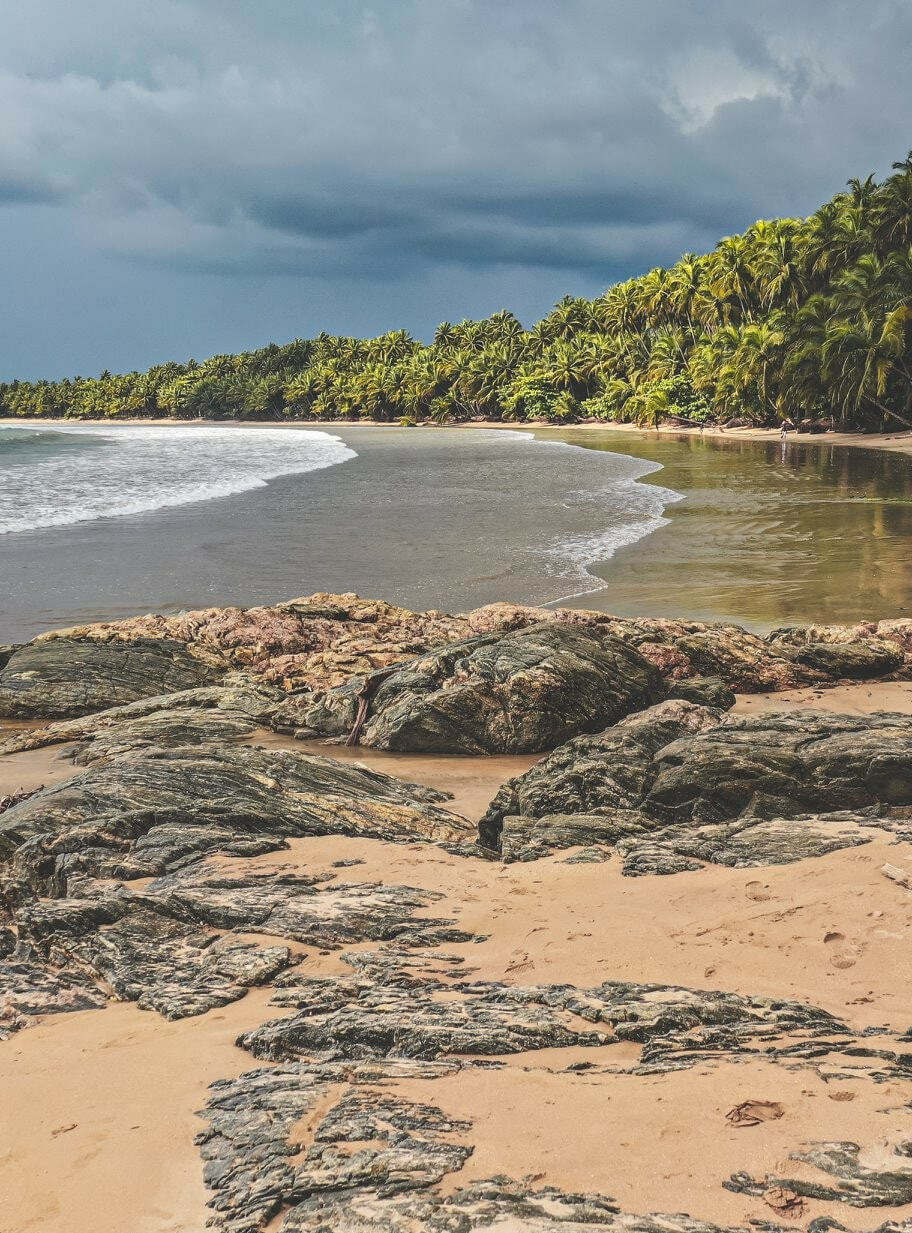
Dans le comté de Maryland

## Histoire
En 1827, la région proclame son indépendance en tant que République du Maryland. L'indépendance lui est offerte en 1854. En 1857, cette république se jumelle avec le Liberia et devient le comté de Maryland.

## Géographie
Il se situe au sud-est du pays et possède une façade océanique avec l'océan Atlantique. Il partage une frontière internationale avec la Côte d’Ivoire.

## Districts
Le comté est divisé en 2 districts :
- District de Barrobo
- District de Pleebo/Sodeken

## Personnalités liées au comté
- Emma Shannon Walser (1929-2021), magistrate libérienne, première femme juge de l'histoire du pays, est née dans le comté.